# I Bondefangerkløer
I Bondefangerkløer er en dansk stum dramafilm fra 1910 produceret af Fotorama. Filmen er instrueret af Johannes Pedersen, der også skrev filmens manuskript.
Filmen havde premiere i Løvebiografen i København den 26. oktober 1910.

## Handling
Filmen følger "Provinskomtessen" og "Den blå Dreng", et par bondefangere, der har specialiseret sig i at franarre naive provinsboere deres penge. Det lykkes parret og deres medsammensvorne at franarre en proprietær og hans tjenestekarl deres penge, men til sidst bliver bondefangerne arresteret af politiet.

## Medvirkende
- Gunnar Helsengreen - "Den blaa Dreng"
- Marie Niedermann - "Provins-Komtessen"
- Aage Garde
- Aage Fønss - "Sømmet"
- Aage Schmidt - "Rejen"
- Alfred Arnbak - Tjenestekarlen
- Philip Bech - Proprietæren